# Ratpenat de cova dels betsileos
El ratpenat de cova dels betsileos (Miniopterus manavi) és una espècie de ratpenat de cova que viu a Madagascar. Fou descrit per primera vegada el 1906 i posteriorment inclòs dins l'espècie M. minor, de l'Àfrica continental. Una revisió realitzada el 1995 unificà les poblacions de Miniopterus petits de Madagascar i les Comores com a M. manavi, però estudis moleculars i morfològics duts a terme el 2008 i el 2009 revelaren que aquesta definició de M. manavi en realitat incloïa cinc espècies diferents. L'espècie M. manavi pròpiament dita fou restringida a unes poques localitats de les Terres Altes, mentre que les poblacions de les Comores i el nord i l'oest de Madagascar foren classificades com a espècies diferents.
El ratpenat de cova dels betsileos és un ratpenat de dits llargs petit i de color negrós o marró vermellós, amb avantbraços de 37,6-39,2 mm de llargada. El tragus (una projecció de l'interior de l'orella) és estret i té la punta angular. L'uropatagi (membrana caudal) és pelut i el paladar és pla.

## Taxonomia
Miniopterus és un gènere estès per Àfrica, el sud d'Euràsia i Austràlia. Fou descrit a partir d'espècimens trobats a Madagascar per George Edward Dobson, que inclogué una espècie grossa, Miniopterus schreibersii, i una de petita, M. scotinus (actualment coneguda com a M. natalensis) al catàleg de ratpenats del British Museum que establí el 1878. El 1906, Oldfield Thomas batejà l'espècie grossa com a M. majori i la petita com a M. manavi. Thomas considerava que M. manavi era un parent proper de M. minor, que viu a l'Àfrica continental, i el 1971 R. W. Hayman i J. E. Hill el classificaren com a subespècie d'aquesta última. Tanmateix, a la revisió de la fauna quiròptera de Madagascar que feren el 1995 en Faune de Madagascar, Randolph Peterson i col·laboradors tornaren a categoritzar M. manavi com a espècie distinta, amb M. manavi griveaudi (actualment conegut com a Miniopterus griveaudi) de Grande Comore com a subespècie. Peterson, que morí abans que s'acabés la revisió, havia decidit dividir M. manavi en diverses espècies segons la seva distribució geogràfica, però els seus col·laboradors adoptaren una posició més conservadora i mantingueren M. manavi com una única espècie, tot i que recomanaren que s'actualitzés el rang d'aquestes formes a mesura que se n'anessin descobrint més detalls.
A la dècada del 2000, estudis moleculars contribuïren a esclarir la sistemàtica de Miniopterus. El 2007, Javier Juste i col·laboradors analitzaren el gen del citocrom b mitocondrial i arribaren a la conclusió que els ratpenats de Madagascar (M. manavi), Grande Comore (M. manavi griveaudi) i São Tomé (M. minor newtoni, actualment conegut com a Miniopterus newtoni) no formaven un grup homogeni que excloïa les altres espècies africanes de Miniopterus. Tanmateix, les seves mostres de «M. manavi» eren en realitat espècimens de M. majori. L'any següent, Nicole Weyeneth i col·laboradors es basaren en seqüències de citocrom b i bucles de desplaçament mitocondrials per estudiar les relacions entre les espècies de Miniopterus de les Comores. Descobriren dos clades no relacionats entre si a les mostres malgaixes i comorianes de «Miniopterus manavi», cap dels quals no estava directament relacionat ni amb M. newtoni ni amb mostres tanzanes de M. minor.
El 2009, Steven Goodman i col·laboradors publicaren dos articles que revelaren l'existència de cinc espècies genèticament i morfològica distintes en el si de l'espècie Miniopterus manavi tal com havia estat descrita per Peterson i col·laboradors (1995). A vegades, fins a quatre d'aquestes «noves» espècies poden conviure a la mateixa localitat. Per tal de determinar l'autèntica identitat de M. manavi, Goodman i Claude Maminirina obtingueren ratpenats trobats a prop de la localitat tipus de M. manavi (l'indret on s'havia trobat el material original a partir del qual s'havia descrit l'espècie) per incloure'ls a l'anàlisi, a més de seqüenciar un dels espècimens originals de Thomas. De les cinc espècies que identificaren, M. griveaudi habita Grande Comore, Anjouan i el nord i l'oest de Madagascar; M. aelleni viu a Anjouan i el nord i l'oest de Madagascar; M. brachytragos és endèmic del nord de Madagascar; M. mahafaliensis només es troba a la part sud-occidental de l'illa; i l'espècie M. manavi pròpiament dita només habita l'extrem oriental de les Terres Altes. Segons les anàlisis de seqüències de citocrom b, aquestes espècies no són els parents més propers les unes de les altres, sinó que les seves semblances són el resultat d'una evolució convergent. Els estudis de citocrom b indiquen que el parent més proper de M. manavi és M. petersoni, una espècie una mica més grossa del sud-est de Madagascar. La diferència en les seqüències de citocrom b era d'1,3% entre dos espècimens de M. manavi i d'un 2,5% entre M. manavi i M. petersoni.

## Descripció
El ratpenat de cova dels betsileos és una espècie diminuta amb pelatge de llargada mitjana. Té la part superior del cos negrosa o de color marró vermellós. Les altres espècies de Miniopterus petites que viuen a Madagascar són de color més clar. Les orelles són gairebé calbes i tenen la punta arrodonida. El tragus (una projecció situada a la vora interior de l'orella externa) és majoritàriament prim, té la punta angular i presenta una pestanya a la vora medial (la més propera al centre de l'animal). Les altres espècies tenen el tragus de forma diferent. Les ales i l'uropatagi (membrana caudal) són negroses i s'uneixen a la cuixa al mateix nivell, per sobre del turmell. La part superior de l'uropatagi és més peluda que la inferior, igual que en M. mahafaliensis i M. brachytragos. M. griveaudi i M. aelleni tenen l'uropatagi gairebé calb.
Basant-se en l'únic espècimen autèntic de ratpenat de cova dels betsileos que pogueren mesurar Goodman i col·laboradors, la llargada total és de 90 mm, la llargada de la cua 39 mm, la llargada dels peus 6 mm, la llargada del tragus 6 mm, la llargada de les orelles 10 mm i la massa corporal 6,4 g. Es coneix la llargada dels avantbraços gràcies a quatre espècimens; va de 37,6 a 39,2 mm, amb una mitjana de 38,5 mm.
Al crani, el rostre és arrodonit. El solc central de la depressió nasal és relativament estret. Els ossos frontals estan inflats i presenten una cresta sagital ben prominent. En una part posterior del neurocrani, la cresta lambdoide està poc desenvolupada. La part central del paladar és plana, a diferència de M. brachytragos, M. griveaudi i M. mahafaliensis, que la tenen còncava. El marge posterior del paladar presenta una espina palatal posterior curta i gruixuda.

## Distribució i ecologia
La distribució coneguda del ratpenat de cova dels betsileos s'estén pel marge oriental de les Terres Altes, des dels afores d'Ambositra al nord fins a Vinanitelo al sud, a altituds d'entre 900 i 1.500 msnm. L'avaluació més recent per a la Llista Vermella de la UICN, duta a terme el 2017, classifica M. manavi com a espècie en «risc mínim», tot indicant que tenia una àmplia distribució i a despit del fet que de vegades se la caça com a aliment. En general, les espècies de Miniopterus s'alimenten d'insectes, tenen un període de cria estacional i formen grans colònies dins de les coves. L'àcar miòbid Calcarmyobia comoresensis ha estat observat sobre el ratpenat de cova dels betsileos.